# Chiesa della Disciplina (Pontevico)
La chiesa della Disciplina si trova a Pontevico, in provincia e diocesi di Brescia; fa parte della zona pastorale della Bassa Centrale Ovest.

## Storia
Sorse nel Borgo Superiore nel corso del XV secolo affiancando la preesistente Chiesa di San Tommaso (l'attuale Chiesa dei Santi Tommaso e Andrea Apostoli) e in passato ospitava la confraternita dei Disciplini bianchi. La costruzione del campanile risale agl inizi del XVII secolo.
Nel 1724 i fratelli Ottavio e Pietro Antonio Pontevico donarono 4000 scudi alla Disciplina per ornarla e rendervi possibile l'esecuzione della Messa quotidiana. I due benefattori vennero sepolti all'interno della chiesa che, grazie alle loro offerte, nel 1757 venne affrescata da Pietro Corbellini.

## Descrizione
La facciata è costituita da un doppio registro delimitato da un cornicione marcapiano ad andamento spezzato sotto al quale si trova il portale d'accesso composto da stipiti, architrave e coronamento mistilineo; al di sopra del cornicione si trova una grande finestra di forma rettangolare.
La struttura è caratterizzata da una piccola cupola soprastante la crociera e dalla presenza di un piccolo campanile sul lato nord. Lungo le mura laterali della struttura, per consentire l'illuminazione degli interni sono poste delle finestre a piattabanda.

### Interni
Grazie all'intervento settecentesco, al quale seguì un nuovo intervento da parte di Gottardo Este (1912), l'interno della struttura si presenta con una notevole presenza di superfici colorate. Nella volta è affrescatata la figura di Gesù tra i fanciulli, contornata da sei medaglioni raffiguranti San Giuseppe, San Filippo Neri, San Tommaso, San Pancrazio (patrono di Pontevico), San Luigi e San Pietro, mentre nella piccola cupola, attorno a L'incoronazione di Maria Santissima, sono raffigurati quattro personaggi biblici portanti scritte richiamanti la figura di Maria. Lungo la navata si trovano due altari: il primo dotato di due tele raffiguranti le Sante Capitanio e Gerosa e di sovrastato da una statua di Santa Maria Bambina, il secondo dotato della tela L'Immacolata con ai piedi San Gaetano da Thiene. L'altare maggiore è dotato dalla pala raffigurante l'Assunzione di Maria con angeli e santi, attorno alla quale nel presbiterio si trovano due affreschi dedicati a San Francesco d'Assisi, rappresentato anche sulla cantoria nella tela La Morte di San Francesco e in una soasa barocca nella tela Le Stigmate di San Francesco. Il coro è decorato con le immagini di Salomone e Ester e Assuero e da medaglioni raffiguranti Giaele, Sisara e Tobia con Raffaele Arcangelo e Giuditta, Oloferne, Debora e Barac. Il secondo altare, sovrastato dal Crocifisso sulla stessa croce raffigurata nella pala d'altare.
Il monumento funebre a Ottavio Pontevico è posto su un pilastro tra il confessionale e l'altare dell'Immacolata e di San Gaetano e scolpito in marmo nero con il busto del benefattore, fondatore del Pio Luogo Poveri.